# Domínguez Camacho (ganadería)
Hermanos Domínguez Camacho es el nombre de la ganadería brava que pasta en las fincas de Los Llanos y de Las Escaruelas, en el término municipal de Cumbres Mayores, en la Provincia de Huelva, y que está inscrita dentro de la Unión de Criadores de Toros de Lidia.
La ganadería, que fue fundada en 1949 por el marqués de la Ribera, cuenta con una filiación genética de encaste Juan Pedro Domecq y sus reses lucen divisa azul celeste, amarilla y encarnada; señalándose sus orejas con hendido en la derecha y muesca en la izquierda. El hierro obtuvo su antigüedad en octubre de 1970 tras lidiar una novillada en la Plaza de toros de Las Ventas.

## Historia
El inicio de la ganadería de se debe a la compra que realizó el IX marqués de la Rivera de Tajuña, José Luis Ximénez de Sandoval, capitán de infantería del Ejército del Aire, de la ganadería de Clemente Tassara. Un proyecto que lideró hasta su muerte en octubre de 1956, momento en el que pasará a manos de sus hijos Alfonso y Antonio quienes mantuvieron el hierro y la divisa originales hasta que, años más tarde, terminaran por deshacerse de la ganadería.
En 1964, la divisa onubense tomaría una nuevas directrices tras ser adquirida por Pilar Herráiz García de Urquijo. La ganadera sería la encargada de cambiar la divisa y el hierro originales para conferir el que actualmente se utiliza además de eliminar todas las reses anteriores y recomponer la camada con toros procedentes de la casa de Carlos Urquijo de Federico, cuyas reses tenían procedencia Murube. Será en este momento cuando la ganadería tome su antigüedad, tras lidiar un encierro completo en la Plaza de toros de Las Ventas, el 25 de octubre de 1970. Anunciándose bajo la denominación de Pilar Herráiz de Urquijo, los cuatro novillos reseñados fueron lidiados por Gregorio Sánchez y Andrés Vázquez, mano a mano, en una corrida homenaje a Agustín Parra Parrita, y donde compareció también Ángel Peralta lidiando un novillo en la apertura del festejo. El cronista Antonio Díaz-Cañabate destacaba cómo "la corrida de Urquijo adoleció de falta de fuerza, menos notoria en el primero y en el segundo, y muy acusada en los restantes". Sin embargo fue suficiente para propiciar el triunfo de los diestros, especialmente el de Andrés Vázquez que cuartó cuatro orejas.
Sería en ese año de 1970 cuando la vacada pasaría a manos de José Murube Escobar quien mantendría la genética de sus toros y quien regentaría la ganadería hasta 1987, cuando será vendida a los hermanos Antonio y Francisco Domínguez Camacho. Los nuevos propietarios serían los encargados de dar una nueva dimensión a la ganadería, inicialmente manteniendo el origen murube de sus toros hasta que entre 1997 y 1998 decidieran eliminar todo lo anterior, vendiéndole las reses tanto al rejoneador Pablo Hermoso de Mendoza como al propietario de Los Espartales. La recomposición de la ganadería, y aprovechando las divisiones realizadas por los hermanos Domecq López de Carrizosa, los Domínguez Camacho se hicieron con parte de la ganadería de Martelilla y de la vacada del Marqués de Domecq.
En febrero de 2021 se daba a conocer la muerte de los propietarios de la ganadería, pasando desde ese momento la titularidad de la misma al también criador de reses bravas David Domínguez Chacón.

## Características
La ganadería de Domínguez Camacho al estar conformada por toros cuyo origen proceden de la vacada del Marqués de Domecq disponen de encaste Juan Pedro Domecq, disponiendo por tanto de unas características zootécnicas que se recogen como propias por parte del Ministerio del Interior:
- Toros elipométricos y eumétricos, más bien brevilíneos con perfiles rectos o subconvexos, con una línea dorso-lumbar recta o ligeramente ensillada; y la grupa, con frecuencia, angulosa y poco desarrollada y las extremidades cortas, sobre todo las manos, de radios óseos finos.
- Bajos de agujas, finos de piel y de proporciones armónicas, bien encornados, con desarrollo medio, y astifinos, pudiendo presentar encornaduras en gancho. El cuello es largo y descolgado, el morrillo bien desarrollado y la papada tiene un grado de desarrollo discreto.
- Sus pintas son negras, coloradas, castañas, tostadas y, ocasionalmente, jaboneras y ensabanadas, estas últimas por influencia de la casta Vazqueña. Entre los accidentales destaca la presencia del listón, chorreado, jirón, salpicado, burraco, gargantillo, ojo de perdiz, bociblanco y albardado, entre otros.

### Toros célebres
| Nombre      | Número | Pelaje | Peso | Guarismo | Fecha de lidia | Plaza de toros       | Torero               | Observaciones                   |
| ----------- | ------ | ------ | ---- | -------- | -------------- | -------------------- | -------------------- | ------------------------------- |
| Gachón      | 17     | -      | -    | -        | 27-09-1987     | Sevilla              | José Luis Galloso    | Premiado con la vuelta al ruedo |
| Dominante   | 13     |        |      |          | 14-10-2018     | Palos de la Frontera | Antonio Ferrera      | Indultado                       |
| Tamborilero | 15     | Negro  | -    | 17       | 19-09-2020     | Antequera            | Jaime González-Écija | Premiado con la vuelta al ruedo |
| Fuentes:    |        |        |      |          |                |                      |                      |                                 |